# Folco Bertrando I di Provenza
Folco Bertrando (tra il 1013 ed il 1018 – 1054 circa) fu conte di Provenza dal 1018 e conte di Forcalquier dal 1040 circa sino alla sua morte.

## Origine
Figlio secondogenito del conte di Provenza, Guglielmo II e della moglie Gerberga di Borgogna (?-1026), figlia del conte e duca Ottone I Guglielmo di Borgogna, come testimonia il monaco cluniacense e cronista, Rodolfo il Glabro (958-1026) e di Ermentrude di Reims (950-?), Contessa di Mâcon e Besançon.
Guglielmo II di Provenza era figlio del conte d'Avignone, conte di Provenza e marchese di Provenza, Guglielmo I e della prima moglie (come viene sostenuto dalle Europäische Stammtafeln, vol II, 187 (non consultate), Arsenda di Comminges (come risulta dal documento nº 598 del Cartoulaire de l'abbaye de Saint-Victor de Marseille, tome I, dell'aprile 970, in cui, Guglielmo e la moglie, la contessa Arsinda, fanno congiuntamente una donazione all'abbazia stessa) (ca.950- dopo il 979 anno in cui compare per l'ultima volta citata in un documento), che secondo lo storico Szabolcs de Vajay era figlia del conte Arnaldo di Comminges e della contessa Arsenda di Carcassonne. Sempre secondo Szabolcs de Vajay Arsenda era anche la sorella della viscontessa di Narbonne, Adelaide, che la cita nel suo testamento del 978 (documento nº 130 dell'Histoire Générale de Languedoc, Tome V, Preuves, Chartes et Diplômes.

## Biografia
Nato dopo il 1013, dato che non viene ancora citato nel documento n° 646 del Cartoulaire de l'abbaye de Saint-Victor de Marseille, inerente ad una donazione fatta dai suoi genitori e dal fratello maggiore, Guglielmo (il futuro Guglielmo IV) in favore dell'abbazia di San Vittorio di Marsiglia.
Nel 1018, alla morte del padre, Guglielmo II, gli subentrò, nel titolo di conte di Provenza, assieme ai fratelli Guglielmo IV, primogenito, e Goffredo I, ultimogenito. In quello stesso anno, sua madre, Gerberga, unitamente a Folco Bertrando (citato, per secondo, dopo il fratello Guglielmo, col solo nome di Folco) e ai suoi fratelli, Guglielmo IV, citato come conte, e Goffredo e alla matrigna del loro padre, Guglielmo II, Adelaide d'Angiò (947-1026), fece una prima donazione, in suffragio dell'anima del marito, Guglielmo II; subito dopo, ancora nel 1018, ne fece una seconda, sempre assieme a Folco Bertrando (citato col solo nome di Folco) ed ai suoi fratelli; ed infine una terza, ancora con Folco Bertrando (citato col solo nome di Folco) ed i suoi fratelli. Infine, ancora nel 1019, secondo il Cartulaire de Saint-André-lès-Avignon, a pagina 32, risulta un'ulteriore donazione di sua madre, Gerberga, unitamente a Folco Bertrando (citato col suo nome completo: Folco Bertrando) e ai suoi fratelli, al monastero di Saint-André-lès-Avignon.
Suo fratello, Guglielmo IV, morì ancor giovane, prima del 1030, perché in due donazioni, fatte da Folco Bertrando (citato come Bertrando) e riportate dal Cartoulaire de l'abbaye de Saint-Victor de Marseille, tome II, non solo Guglielmo non viene menzionato, ma Folco Bertrando I è citato col titolo di conte; una di quello stesso anno, ed un'altra, forse antecedente.
Mentre il marchesato di Provenza era rimasto al cugino, Guglielmo III, il governo della contea di Provenza fu diviso tra Folco Bertrando I e l'altro fratello, Goffredo I; il controllo sulle contee e viscontee provenzali fu accentuato.
Nonostante ciò il signore di Baux e di Fos, Ugo I, appoggiato dai visconti di Marsiglia e da altre viscontee delle Alpi, si ribellò all'autorità comitale. Lo scontro decisivo avvenne alla Laguna di Berre, dove i conti di provenza ebbero la meglio sui visconti ribelli.
Nel 1032, morì il sovrano da cui dipendeva la contea di Provenza, il re di Arles, Rodolfo III, per cui la Provenza fu coinvolta nella guerra di successione, combattuta tra l'erede designato, l'imperatore del Sacro Romano Impero, Corrado II il Salico, ed il conte di Blois, di Chartres, di Châteaudun, di Tours, di Provins, di Reims, di Meaux e di Troyes, Oddone II, che se ne considerava erede legittimo in quanto figlio di Berta di Borgogna, figlia del re di Arles o delle due Borgogne, Corrado III il Pacifico. La guerra durò qualche anno e fu combattuta soprattutto in Borgogna e si concluse con la morte di Oddone II, nel 1037. Il regno di Arles o delle due Borgogne e quindi la Provenza divenne vassallo dell'impero.
Folco Bertrando (sempre citato col solo nome di Bertrando) assieme fratello Goffredo fece donazioni sia all'Cluny nel 1037, che a quella di San Vittore di Marsiglia nel gennaio del 1040; poi si prodigarono nella ricostruzione, dopo i danni arrecati dai Saraceni di Frassineto, dell'abbazia dell'ordine Bremetense (nome che è dovuto al paese di Breme), nella Val di Susa, vicino a Gap e nella costruzione di San Promaso, vicino a Forcalquier, di cui, Folco Bertrando ebbe il titolo di conte (in una donazione del 1044, Folco Bertrando si proclama proprietario di Forqualquier).
Folco Bertrando (sempre citato col solo nome di Bertrando) compare citato in un'ultima donazione, assieme al fratello, Goffredo, a San Vittore di Marsiglia, nel 1048.
Folco Bertrando morì verso il 1054 lasciando la contea di Provenza al fratello Goffredo I e la contea di Forcalquier ai figli Goffredo II e Guglielmo Bertrando II.

## Matrimonio e discendenza
Folco Bertrando I aveva sposato, prima del 1040 (infatti ad aprile di quell'anno secondo la Histoire de Monmajour, Revue Historique de Provence, 1ère année, a pagina 136, risulta una donazione al monastero di Monmajour, di Folco Bertrando unitamente a sua moglie, Ildegarda-Elisa), figlia del conte Guglielmo III di Tolosa.
Folco Bertrando ed Ildegarda-Elisa ebbero due figli: 
- Goffredo II[20] (?- circa 1065), conte di Forcalquier (1054-1065)
- Guglielmo Bertrando II[20] (?- circa 1065), conte di Forcalquier (1054-1065) che ebbe come erede la figlia:
  - Adelaide di Provenza (?-1129), contessa di Forcalquier che sposò nel 1079 il conte Ermengardo IV d'Urgel (1056-1092) ed ebbero, come erede, il figlio:
    - Guglielmo III (?-1129), conte di Forcalquier, a cui seguirono i figli:
      - Ghigo (?-1149), conte di Forcalquier (1129-1149), assieme al fratello
      - Bertrando III (?-1150), conte di Forcalquier (1129-1150), a cui seguirono i figli:
        - Bertrando IV (?-1207), conte di Forcalquier (1150-1207), assieme al fratello
        - Guglielmo IV (?-1209), conte di Forcalquier (1150-1209), che ebbe come erede la figlia:
          - Garsenda I (?-?), contessa di Forcalquier, che sposò, nel 1178, Renier di Sabran (?-1222) ed ebbero, come erede, la figlia:
            - Garsenda II (ca.1180-ca.1242), contessa di Forcalquier, che sposò, nel 1193 il conte Alfonso II di Provenza (1180-1209) ed ebbero, come erede, il figlio:
              - Raimondo Berengario IV di Provenza (1198-1245), conte di Provenza (1209-1245) e Forcalquier (1242-1245).

### Fonti primarie
- (LA)  Cartoulaire de Marseille Saint-Victor Tome II.
- (LA)  Cartoulaire de Marseille Saint-Victor Tome I.
- (LA)  Recueil des Chartes de l'Abbaye de Cluny, tome IV.
- (LA)  Recueil des Chartes de l'Abbaye de Cluny, tome III.
- (LA)  Histoire Générale de Languedoc, Tome V, Preuves, Chartes et Diplômes.
- (LA)  Rodulfi Glabri Historiarum Libri Quinque.

### Letteratura storiografica
- C. W. Previté-Orton, "L'Italia nel X secolo", cap. XXI, vol. II (L'espansione islamica e la nascita dell'Europa feudale) della Storia del Mondo Medievale, 1979, pp. 662–701.
- Louis Halphen, La Francia nell'XI secolo, in «Storia del mondo medievale», vol. II, 1979, pp. 770–806
- Louis Halphen, Il regno di Borgogna, in «Storia del mondo medievale», vol. II, 1979, pp. 807–821
- Paul Fournier, Il regno di Borgogna o d'Arles dall'XI al XV secolo, in «Storia del mondo medievale», vol. VII, 1981, pp. 383–410